# Neo Rauch
Neo Rauch (Leipzig, 18 april 1960) is een Duitse schilder. Hij geldt als wegbereider van de zogenaamde Neue Leipziger Schule. 

## Leven en werk
Rauch studeerde van 1981 tot 1986 bij Arno Rink schilderkunst aan de Hochschule für Grafik und Buchkunst in Leipzig in de communistische DDR, waar hij van 1986 tot 1990 zijn kunstopleiding voltooide bij Bernard Heisig. Van 1993 tot 1998 assisteerde hij Arno Rink aan de Academie van Leipzig, om in 2005 zelf tot hoogleraar benoemd te worden.
Rauchs eerste  expositie, waar hij de aandacht op zich wist te vestigen, was de groepstentoonstelling Junge Künstler im Bezirk Leipzig van 1986 in het Lindenau-Museum in Altenburg in de DDR. Enkele andere exposities vonden plaats in Leipzig: 1997 in het Museum der bildende Künste (kunstprijs van de Leipziger Volkszeitung) en 2000 in de Galerie für Zeitgenössische Kunst; Wolfsburg: 2006 in het Kunstmuseum Wolfsburg (retrospectieve tentoonstelling); New York: 2007 in het Metropolitan Museum of Art (expositie para).
Hij vertegenwoordigde Duitsland in 2001 tijdens de Biënnale van Venetië en nam in 2004 deel aan de Biënnale van São Paulo.
Het werk van Rauch bevindt zich in Duitsland onder andere in de kunstcollectie van het Neues Museum Nürnberg in Neurenberg.
In 2002 won hij de The Vincent van Gogh Biennal Award for Contemporary Art in Europe.

## Tentoonstellingen
In 2013 kreeg hij een eerste Belgische solotentoonstelling in het Paleis voor Schone Kunsten (Brussel, België): Neo Rauch. The Obsession of the Demiurge. Selected Works 1993-2012. In 2018 is een overzicht van 25 jaar schilderkunst te zien in Museum de Fundatie in Zwolle op de tentoonstelling ‘Neo Rauch Dromos Schilderijen 1993-2017’ Het museum heeft de werken Gewitterfront en Tal aangekocht. 
Van 9 oktober 2022 tot en met 26 maart 2023 was er een grote tentoonstelling "Neo Rauch - Wegzehr" in het Drents Museum in Assen. Hier lag de focus volledig op Rauchs werk op papier. In totaal omvatte de tentoonstelling ongeveer honderd werken die voor het grootste deel nog niet eerder in Nederland getoond waren. Indrukwekkend waren de grote kleurrijke voorstellingen in olieverf op papier. Ook was er aandacht voor de bijzondere kleinere werken op papier. Het ging om litho’s, potlood-, pen- en viltstifttekeningen die een intiemere blik op het werkproces van de Meistermaler boden. Het werk op papier was nog niet vaak tentoongesteld. Juist dit onderdeel van het oeuvre van Rauch stond in deze tentoonstelling centraal.

## Trivia
Medio juni 2009 werd Brad Pitt voor 710 000 euro eigenaar van een werk van Neo Rauch. Het doek, gemaakt in 1998, meet twee bij drie meter en heeft als titel Etappe en beeldt een racebaan met kraanwagen af.